# Bakonysárkány
Bakonysárkány – wieś na Węgrzech, w komitacie Komárom-Esztergom, w powiecie Kisbér. W 2014 roku zamieszkiwana przez 991 osób, a w 2015 przez 956 osób. Jej burmistrzem jest Ferenc Ősz.
Wieś powstała w 1193 roku pod nazwą Sarkain. W XVI wieku znajdował się tam kościół zniszczony w czasach panowania tureckiego na Węgrzech. Pod koniec XVIII wieku wybudowano kolejny kościół, który od 1806 roku jest kościołem parafialnym.
W miejscowości ma swoją siedzibę klub piłkarski Bakonysárkányi SE. Przez wieś przebiega droga krajowa nr 81. Znajduje się w niej również stacja kolejowa na trasie linii nr 5 z Komárom do Székesfehérváru.